# 利华大楼
利华大楼（英語：Leopold Building）是李亚溥（Marcel Léopold）在1936年至1938年兴建的一幢办公兼高级公寓式大楼，也是天津比较早具有现代化技术和功能的高层建筑之一。坐落在天津英租界的主要街道维多利亚道（今和平区解放北路114号至120号），作为天津租界时代留存下来的重要建筑之一，该建筑目前是天津市文物保护单位和特殊保护等级历史风貌建筑。

## 历史
1936年，“利华洋行”、“利华放款银行”和“利华（小额）人寿保险公司”的创办人法籍瑞士犹太人李亚溥拆除原址英商仁记洋行旧建筑并建设新建筑，该建筑为法商永和工程司穆乐（P.Mulle）和赫琴（Hunke）设计。因李亚溥其外文姓名中文译音也称“利华”，因此该建筑取名为“利华大楼”。1939年后，利华大楼的二层曾为美国驻天津领事馆办公地点所在。中华人民共和国成立后，1954年3月，天津市人民政府将李亚溥驱逐出境并将利华大楼进行了标卖，天津市房产公司以旧币值35亿元的最价格购得。
1958年5月至1966年4月，河北省省会驻天津期间，利华大楼是中国共产党河北省委员会驻地。1966年4月，河北省委迁回保定后，至1972年期间，天津市革命委员会进驻使用。1972年8月，利华大楼改建为“海河饭店”使用，后改名为“利华饭店”。后来，利华饭店撤销并由天津市经济协作办公室和天津市宗教事务局作为办公楼办公使用。利华大楼沿解放北路一侧的底商门面脸由商店营业使用。目前，利华大楼为中国农业银行天津市分行使用。

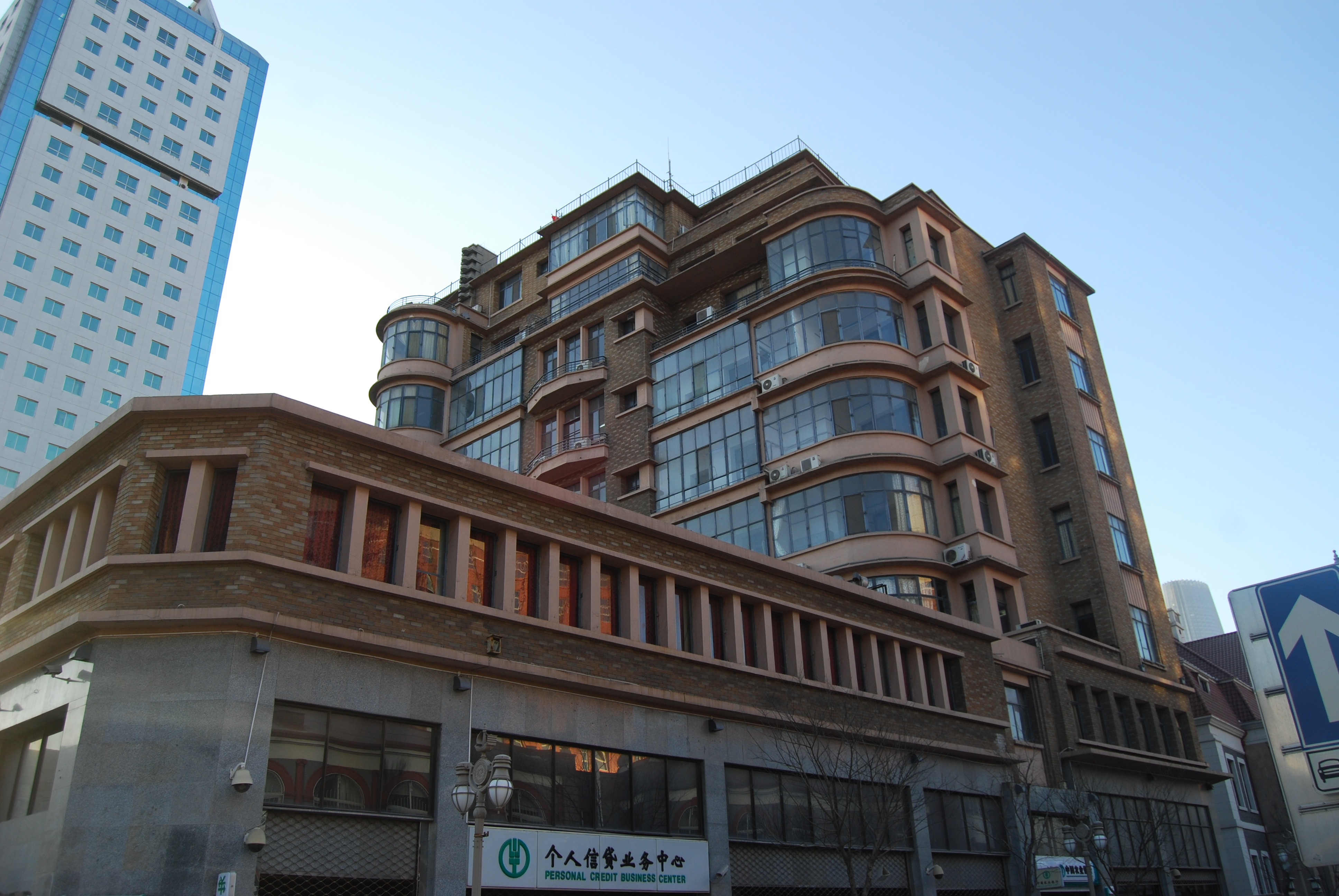
利华大楼

## 建筑

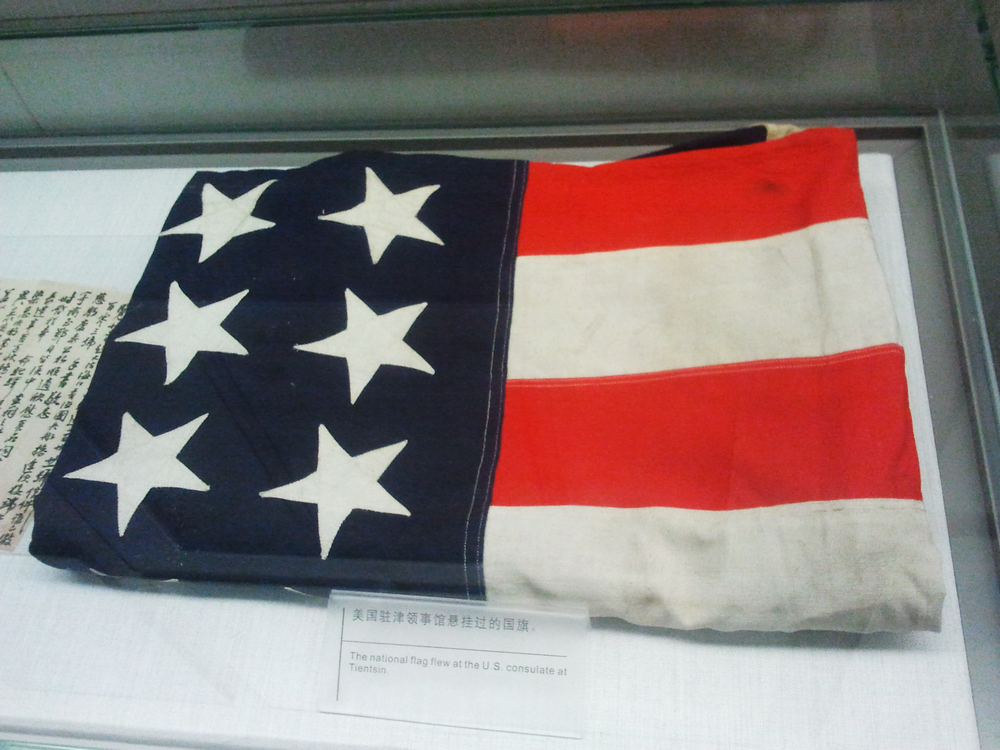
美国驻津领事馆悬挂过的国旗

利华大楼主楼和配楼的总建筑面积6197平方米，其中，建筑面积为2148.68平方米。利华大楼平面为凸字形，主楼为十层现浇钢筋混凝土框架结构，高43米，外立面为深棕色麻面砖贴面。东配楼和西配楼分别为3层和2层楼房，其中，东配楼平面为长方形，沿解放北路一侧；西配楼平面为锯齿形，沿保定道一侧。利华大楼的主楼和配楼之间合围成一座方形庭院。在建筑使用方面，主楼的底层在建成之初为李亚溥作为经营放款银行、人寿保险公司和买卖珠宝钻石等业务办公之用，目前，该部分仍作为门厅、营业厅、经理室和锅炉房等办公之用。利华大楼的二层至八层为高级公寓，其中，每套公寓都设有过厅、餐厅、客房、厨房、会客室和盥洗室等房间。其中，客房和会客室还配有更衣室、卫生间和暖廊等。在当时，建筑的二层由美国驻天津领事馆租用，三层至八层出租作住宅使用，九层为李亚溥的住宅，其故居的平面布局和楼下的高级公寓类似，不同点在于其故居的客房改为卧室并增添了书房和衣帽间，而且暖廊的外面还设有通长凉台。建筑十层设有电梯机房、楼梯间、水箱间、供服务和勤杂人员住用的小房间等。利华大楼东配楼底层沿解放北路一侧为设有大开间和大玻璃橱窗的商业用房，东配楼二层和三层的一些房间通过配楼内部的小楼梯间和底层商业用房配套使用，另一些房间作为出租的办公用房通过建筑西侧的内廊和主楼相通。利华大楼的西配楼底层为按锯齿状排列的小汽车库群，该车库利用其现场的地形条件配置成环形车线，使存放在此处的汽车进出较为方便，西配楼二层作一般客房和办公使用并设有公用卫生间。利华大楼室内装饰较好，门窗均由硬木制做，门厅、大厅、会客室和客房多采用落地式大玻璃门。建筑底层大厅的地面和柱子均为大理石装饰；大楼各层的过厅、楼梯和休息平台、电梯间门口的地面均装饰有铜条镶嵌的彩色水磨石；大楼各层的客房、会客室、卧室和餐厅等房间的地面铺有席纹硬木地板。此外，利华大楼还设有多样的电气与照明设备和齐全的暖气及卫生设备。总之，利华大楼是一座具有近现代欧洲学院派复古主义、新艺术运动和装饰艺术派风格的高层建筑。

## 附近建筑
- 天津金城银行大楼
- 天津太古洋行大楼